# Skeppssponsor
Titeln skeppssponsor (engelska: ship sponsor, ship's sponsor) avser en vanligen kvinnlig person som utsetts som beskyddare för ett visst fartyg. Hederstiteln förekommer inom USA:s flotta liksom hos brittiska Royal Navy.
Inom den amerikanska flottan förväntas skeppssponsorn delta vid de obligatoriska ceremonier som varje fartyg måste genomgå. Flera av skeppen i Royal Navy har medlemmar av den brittiska kungafamiljen som sponsorer. I både den brittiska och amerikanska flottan ingår närvaro vid dopceremonin i uppdraget som sponsor.